# Test des comètes
 (avril 2020).
Le test des comètes (Comet assay, en anglais) est une technique d'électrophorèse sur gel d'agarose. Il permet de mesurer les cassures induites directement par un agent génotoxique et indirectement lors des processus enzymatiques de réparation des dommages ou lors de processus secondaires de fragmentation de l'ADN tel que l'apoptose.

## Historique
Cette technique fut mise au point par Östling  & Johansson en 1984 dans le but de détecter les cassures doubles brins de l'ADN. Elle fut ensuite optimisée par Singh et all. en 1988 afin de détecter les cassures simples brins et les sites alcali-labiles. L'électrophorèse, dans ce cas présent, se réalise dans des conditions fortement alcalines afin de relaxer et de détendre l'ADN super-enroulé.
Le nom du test est dû à l'aspect en microscopie à fluorescence des échantillons après l'électrophorèse, avec des têtes et des queues à la manière des comètes.

## Mode opératoire
Les cellules à analyser sont décollées de leur support de culture pour être englobées dans un gel d'agarose à bas point de fusion (low melting point agarose) et déposées sur une lame de microscope préalablement « glacée » (recouverte d’une sous-couche d’agarose). Elles sont ensuite soumises à l'action conjointe d’un détergent et d'un agent alcalin (pH 10) qui a pour effet de lyser les cellules et de perméabiliser les noyaux.
Ceux-ci sont soumis à une électrophorèse de faible voltage. L’ADN est ensuite révélé par addition d'un intercalant fluorescent.

## Résultats
- Si l'ADN n'a pas été endommagé : il reste sous forme enroulée et associé à la matrice nucléaire. Il sera révélé sous la forme d'une sphère relativement compacte.
- Si l'ADN a été endommagé : des cassures (des simples ou des doubles brins) relâchent les supertours. Des fragments plus légers migrent en dehors de la “sphère”, en formant un halo d'ADN qui s'étire en direction de l'anode et décrit la queue de la comète.

## Avantages
- Cette technique permet de quantifier d'une part les dommages causés à l'ADN par divers agents toxiques et d'autre part la réparation des dommages dans les cellules eucaryotes.
- Technique sensible (détection d'environ 0,2 à 2 coupures par 109 daltons).
- Les résultats sont obtenus en quelques heures par rapport aux techniques conventionnelles.
- 50 à 100 cellules sont comptées par échantillon par comptage manuel ou en utilisant un logiciel.

## Inconvénients
Le débit de cette technique est bas, car une électrophorèse correspond à un type cellulaire / un agent toxique ou à une concentration. De plus les résultats ne peuvent être comparés que s'ils proviennent d'électrophorèses réalisées ensemble.

## Applications
- Évaluation des produits chimiques génotoxiques in vivo et in vitro.
- Étude sur la réparation de l'ADN
- Étude sur les dommages causés à l'ADN (cassure simple brin; sites alcali-labile; réticulation de l'ADN).
- Étude de l’apoptose
- En éco-toxicologie : test utilisé pour surveiller des sols et étudier la toxicologie aquatique.
- Évaluation des polluants génotoxiques provenant de sites de déchets dangereux.
- Épidémiologie de l'homme :
  - Banque de sang.
  - Suivi de la radio et chimio-thérapie chez les patients cancéreux.
  - Banque de sperme.